# Happend naar lucht
Happend naar lucht (Engels: "Coming Up for Air") is een boek van de Engelse schrijver George Orwell uit 1939. 

## Inhoud
Het hoofdpersonage van het verhaal is George Bowling, een 45-jarige verzekeringsinspecteur, die in een voorstad van Londen woont. Hij is ontrouw aan zijn vrouw, kan de aanblik van zijn kinderen nauwelijks verdragen en het werk komt hem de keel uit. Zijn privéleven is in het jaar 1938 even troosteloos als de politieke situatie: de Tweede Wereldoorlog staat voor de deur.
Bowling voelt dat hij over de profetische gave beschikt om de toekomst te voorspellen. Hij is er doodsbang voor. Het gaat volgens hem de verkeerde kant op; er staan iedereen slechte tijden te wachten. Bowling ziet het noodlot van Europa en het einde van de beschaving. De volgende oorlog doemt op aan de horizon, maar dat is niet het ergste. Na de oorlog zou de wereld totaal anders zijn. Een wereld van haat, leuzen, gummiknuppels, isoleercellen en geheime politie. Massale verafgoding van de Leider, reusachtig grote gezichten op affiches, optochten van gekleurde hemden. Hitler en Stalin die beiden een nieuwe mensensoort op het oog hebben, gestroomlijnde mensen die denken in leuzen en praten met kogels. Bowling heeft geen zin om nog tegen het fascisme te vechten.
Daarom wordt hij sentimenteel over het verleden toen er nog een gevoel van veiligheid was. Hij denkt terug aan zijn jeugd en zijn passie voor vissen en boeken. Ten slotte neemt hij het besluit om na twintig jaar terug te gaan naar zijn geboortestad Lower Binfield. Hij is aan het stikken en hapt naar lucht.

## Uitgaven
- The Complete Works of George Orwell, Engelse originele uitgaven
- George Orwell: “Happend naar lucht”, Nederlandse vertaling van Gerrit Komrij, ISBN 9789045000473